# Bayerische S 3/5
Die Dampflokomotiven der Gattung S 3/5 der Bayerischen Staatsbahn waren Schnellzuglokomotiven mit der Achsfolge 2'C.

## Nassdampfausführung
Zwischen 1903 und 1907 lieferte Maffei drei Serien mit insgesamt 39 Lokomotiven. Sie hatten ein Vierzylinder-Verbund-Nassdampftriebwerk. Anders als bei der Vorgängerbauart C V wählte man die Triebwerksbauart nach von Borries; die innenliegenden Hochdruckzylinder und die außenliegenden Niederdruckzylinder lagen also in einer Querebene und arbeiteten auf die erste Kuppelachse.
Ab der zweiten Serie (Baujahr 1904) wurde der Kesseldruck der S 3/5 von 14 auf 16 bar erhöht. Auch die Rohrlänge und der Durchmesser der Innenzylinder wurde verändert.
Die S 3/5 ab Baujahr 1904 war mit der parallel entwickelten S 2/5 technisch eng verwandt. Beide Gattungen unterschieden sich nur, soweit es durch die unterschiedliche Achsfolge und den bei der S 2/5 größeren Kuppelraddurchmesser bedingt war; insbesondere Kessel und Triebwerk waren gleich und damit auch die Leistung. Auch die zulässige Höchstgeschwindigkeit war bei beiden Bauarten gleich (110 km/h). Die S 3/5 N waren in Leistung und Zugkraft (300 t bei 100 km/h) der S 2/5 deutlich überlegen, da die Loks drei Kuppelachsen besaßen. Die S 3/5 waren in den Betriebswerkstätten München I und Nürnberg stationiert.
Die Lokomotiven waren mit Schlepptendern der Bauart bay 2'2' T 21 und bay 2'2' T 21,8 ausgestattet.

## Heißdampfausführung
Für die Bayerische Jubiläums-Landesausstellung 1906 in Nürnberg rüstete Maffei die Lokomotive mit der Bahnnummer 3329 versuchsweise mit einem Rauchrohrüberhitzer der Bauart Schmidt aus. Zudem wurde der Durchmesser der Zylinder auf 360/590 mm vergrößert. Diese Maßnahmen bewirkten eine deutliche Steigerung der Lokomotivleistung (450 t in der Ebene mit 100 km/h), so dass von der Bayerischen Staatsbahn ab 1908 nurmehr Heißdampf-S 3/5 beschafft wurden.
Obwohl seit 1908 bereits die stärkere Schnellzuglokomotive S 3/6 zur Verfügung stand, stieg die Zahl der S 3/5 H bis 1911 auf 30 Stück an, zum Teil auch deswegen, weil die verfügbaren Finanzmittel nicht für die Beschaffung der teureren S 3/6 ausreichten. Insgesamt entstanden also 69 S 3/5.

## Deutsche Reichsbahn
Nach dem Ersten Weltkrieg mussten 19 Nassdampf- und sechs Heißdampflokomotiven abgegeben werden. Davon gelangten 17 Maschinen an die französische Ostbahn, fünf an die AL und zwei an die belgische Staatsbahn Etat Belge. Die Lokomotive mit der Betriebsnummer 3333 war nach Kriegsende in Polen verblieben und wurde von den PKP unter der Nummer Ok103-1 eingereiht.
Die Deutsche Reichsbahn übernahm die verbliebenen 20 Nassdampfmaschinen als Baureihe 17.4 mit den Betriebsnummern 17 401–420 und ließ sie 1924/25 auf Heißdampf umbauen. Die vorhandenen 24 Heißdampfmaschinen wurden zur Baureihe 17.5 und erhielten die Nummern 17 501–524. Die S 3/5 wurden mittlerweile, da genügend modernere Schnellzuglokomotiven vorhanden waren, hauptsächlich im Personenzugdienst der Reichsbahndirektionen Augsburg und Nürnberg eingesetzt.
Die Reichsbahn begann bereits 1932 mit der Ausmusterung der S 3/5. Zunächst verschwanden vorrangig die älteren ehemaligen Nassdampflokomotiven, von denen zu Beginn des Zweiten Weltkriegs noch acht Exemplare vorhanden waren, während zur gleichen Zeit noch 21 vormalige S 3/5 H in Betrieb standen. Alle Maschinen waren bei Kriegsende noch vollständig in Bayern vorhanden, standen aber, nunmehr stark abgenützt, nicht mehr in regelmäßigem Betrieb. Die endgültige Ausmusterung beider Varianten erfolgte bis 1948.